# Zack!
Zack!, o Zack in copertina, è un videogioco rompicapo pubblicato nel 1991 per Amiga e Commodore 64 dalla Art Edition, etichetta economica della United Software (ex Ariolasoft). Consiste nell'impilare cappelli che cadono in tempo reale ed è un'imitazione di Hatris con varianti.

## Modalità di gioco
Il giocatore deve impilare e abbinare diversi cappelli che cadono dall'alto dentro un'area rettangolare. I cappelli possono essere di diversi tipi e ne entrano in gioco due alla volta, di tipi casuali, uno di fianco all'altro, ma con uno spazio vuoto in mezzo (a differenza di Hatris dove sono adiacenti). Mentre i cappelli cadono, il giocatore li può spostare entrambi a destra e sinistra, mantenendo lo spazio fisso tra i due, e li può scambiare di posto. In fondo all'area ci sono cinque teste immobili di persone diverse, dove i cappelli si fermano impilandosi; quando in una pila si accumulano tre cappelli dello stesso tipo consecutivi, tutti e tre vengono eliminati dal gioco. Se una pila cresce fino a raggiungere la cima dell'area è game over.
All'inizio di ogni livello vengono definiti i suoi obiettivi, che generalmente sono completare un certo numero di serie di cappelli su una o più specifiche persone, ciascuna delle quali richiede uno specifico tipo di cappelli.
Ci sono 99 livelli, con un sistema di password per poter ricominciare da un livello già raggiunto. A livelli più avanzati, i tipi possibili di cappelli passano da 4 a 5 e aumenta il numero di cappelli consecutivi da impilare per raggiungere gli obiettivi. Vengono introdotti elementi speciali, che compaiono occasionalmente al posto dei cappelli, come una bomba che elimina ciò che tocca.
Sono disponibili diverse modalità multigiocatore. Possono partecipare simultaneamente due o anche quattro giocatori, utilizzando joystick e tastiera su Commodore 64 oppure l'adattatore per quattro joystick su Amiga. Due giocatori possono essere in competizione, giocando indipendentemente su due aree separate e cercando di fare più punti dell'altro, oppure possono formare una squadra e giocare in cooperazione sulla stessa area.
Quando si gioca alleati, ciascun giocatore controlla uno dei due cappelli in caduta e lo può spostare a destra e sinistra in modo indipendente; diventa quindi possibile anche cambiare la distanza tra i due cappelli, ma non sovrapporli né andare oltre la terza testa dal proprio lato. Lo scambio dei cappelli in una squadra può essere comandato da entrambi i giocatori. Nel caso di quattro giocatori si formano due squadre che competono su due aree. 
Si può competere in un campionato con fino a 8 giocatori o squadre (salvabile su disco) e in un torneo a eliminazione diretta con 4 giocatori o squadre.
Una schermata a forma di videogioco arcade viene utilizzata per dare informazioni tra un livello e l'altro e per diversi menù di impostazione.
Nella versione Amiga è possibile selezionare diversi stili di cappelli, a scopo decorativo, ad esempio cappelli tipici mongoli o canadesi.
Nell'introduzione e sulla copertina è mostrata una caricatura di Isaac Newton, riferendosi alla gravità.